# Arabis tunetana
Espèce
Arabis tunetana est une espèce de plantes à fleur de la famille des Brassicaceae endémique de Tunisie.

## Description générale
Cette espèce de plantes, de 20  à   40 cm de haut, possède des tiges lignifiées à la base, portant des rosettes de feuilles d'où partent plusieurs tiges florifères. Les feuilles basales sont grossièrement dentées, longues de 4  à   8 cm et larges de 1  à   2 cm. Les feuilles caulinaires sont rares, sessiles, glabres sur les deux faces, plus ou moins arrondies à la base et portent sur les bords des poils rameux,.
Les pédicelles, plus longs que le calice, portent en mai-juin, des fleurs blanches, dont les pétales mesurent 7,5  à   9 mm. Les siliques, dépourvues de poils également, sont comprimées. Elles mesurent 4,5  à   6,5 cm de long. Les graines brunes, fortement ailées, presque quadrangulaires, mesurent 1,8  à   2 mm × 1,5 mm,.

## Taxonomie
Cette espèce de plantes a été décrite pour la première fois par Ernest Cosson en 1887 sous le nom Arabis pubescens var. longisiliqua. Edmond Bonnet et Gustave Barratte citent cette variété, avec Cosson comme autorité, en 1896.
En 1905, Svante Samuel Murbeck décrit Arabis tunetana en tant qu'espèce nouvelle (nova species). Il s'agit bien d'élever le taxon précédent, qu'il cite, au rang d'espèce. Néanmoins, il ne peut nommer l'espèce Arabis longisiliqua comme on pourrait l'attendre. En effet, le nom Arabis longisiliqua existe déjà : Arabis longisiliqua Presl, 1822.
En 1967, René Maire propose d'en faire une sous-espèce, Arabis hirsuta subsp. tunetana. De nos jours, les auteurs privilégient toutefois le statut d'espèce,.

## Écologie
Cette espèce d'arabettes est une endémique tunisienne. Elle pousse sur les pentes herbeuses des montagnes de la dorsale tunisienne : Djebel Zaghouan, Djebel Bargou, Djebel Serj et Djebel Kessera.